# Geronimo
Geronimo eller Goyathlay ("Han der gaber") 16. juni 1829 – 17. februar 1909) var en berømt medicinmand for apache-stammen chiricahua. 
Geronimo blev født i et område, der nu svarer til delstaten New Mexico i USA og en del af det nordlige Mexico, men dengang betragtede de oprindelige amerikanere området som deres land. Geronimo voksede op som en respekteret medicinmand og en fuldbåren kriger, der kæmpede mange slag mod mexicanske tropper. Civile bander massakrerede nogle af hans slægtninge i 1858, hvilket skabte et had i Geronimo mod mexicanere resten af hans liv. Det var disse modstandere, der gav ham navnet "Geronimo", som er den spanske form for navnet på kirkefaderen Hieronymus (= Jeronimus).
Geronimo kæmpede mod et voksende antal hærenheder fra både Mexico og USA og blev kendt for sit vovemod og evne til at undslippe tilfangetagelse. Hans krigere skulle blive de sidste af en større enhed, som nægtede at anerkende den amerikanske regering i de vestlige territorier. Den 4. september 1886 afsluttedes en æra, da Geronimo overgav sig til militæret og blev sendt i fangelejr i Florida.
I 1894 blev han flyttet til Oklahoma, hvor han på sine gamle dage blev en berømthed på markeder og lign. Han deltog også i ceremonien, da Theodore Roosevelt blev indsat som præsident i 1905, men fik aldrig tilladelse til at returnere til sin fødeegn – stik mod indgåede aftaler.
Geronimo døde af lungebetændelse i Fort Sill, Oklahoma.

## Geronimo byen
Geronimo er nu en spøgelsesby i Graham County i delstaten Arizona, USA. Den ligger på US 70 (hovedvej 70) mellem Bylas og Fort Thomas vest for Safford. Byen var jernbanestation på Arizona Eastern-jernbanelinjen og er opkaldt efter høvdingen. Byens postkontor åbnede i 1896 og lukkede kort derefter. Tilbage er kun en stor bygning.

## Geronimo i populærkulturen
Geronimo er ofte anvendt som figur i film og tv og er bl.a. blevet portrætteret i følgende film: 
- Geronimo (1939)
- Fort Apache (1948)
- Geronimo (1962)
- Geronimo: En amerikansk legende (1993)

Inden for musikken forekommer Geronimo også. Den danske sanger Aura udgav i 2011 nummeret "Geronimo" på albummet Before the Dinosaurs.
Desuden optræder han som biperson i Western-tegneserien Blueberry, af Chalier og Giraud, hvor han nævnes første gang i album 24 "Mister Blueberry," (1995) og de efterfølgende historier. Album 26 i serien har ham som titelperson. (1999)